# Himno de la Tierra

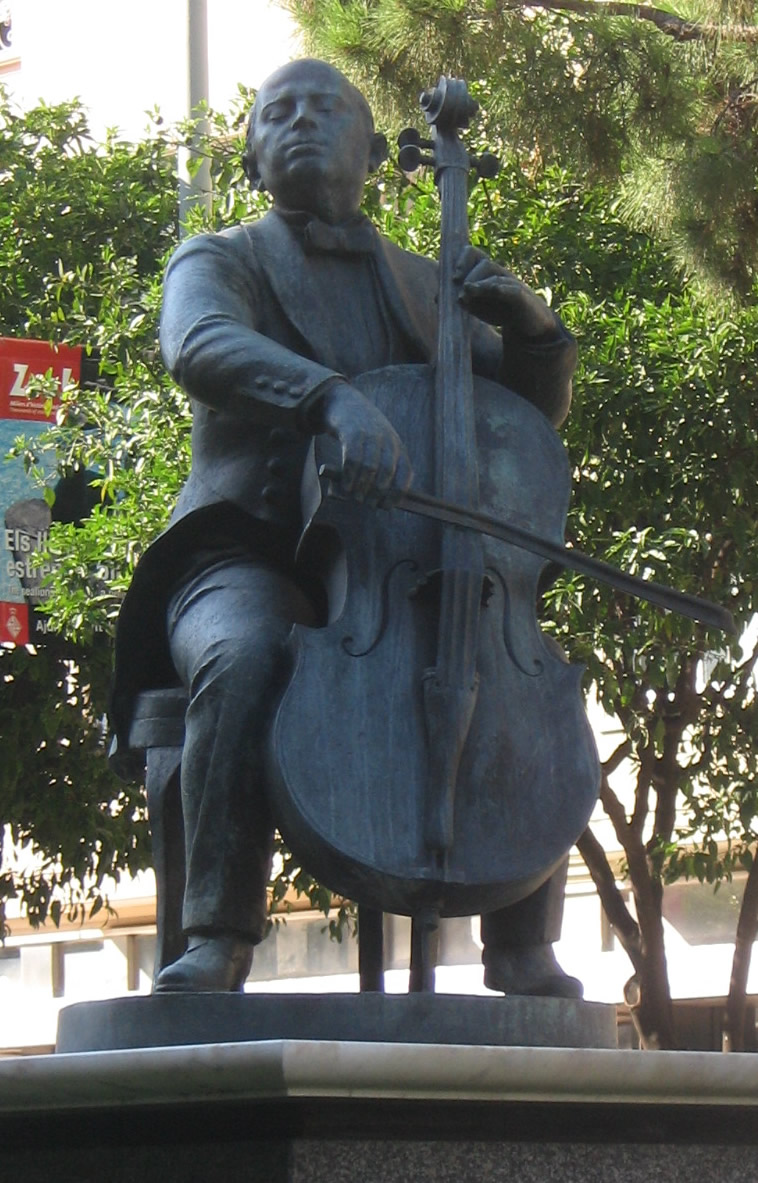
Monumento a Pau Casals en Barcelona

El Himno de la Tierra es una canción de celebración o una composición musical que elogia o exalta el planeta Tierra y sus habitantes, incluyendo la flora, la fauna y los seres humanos.

## Historia
La petición del Secretario General de un Himno a las Naciones Unidas se llevó a cabo con motivo de su 25 aniversario, el 24 de octubre de 1971, por Pau Casals, con letra escritas por el poeta WH Auden. El entonces Secretario General de la ONU U Thant había expresado su esperanza de que este himno se convertiría de himno de facto de la ONU himno a lo largo de los años.

## Canciones sobre la Tierra
Existen una serie de canciones sobre el planeta que podrían considerarse como himnos, lo que refleja la creciente conciencia planetaria entre las personas de todo el mundo. Uno es el "Himno Mundial" por Mindshare Institute and Foundation. Otras canciones sobre el mismo tema incluyen "Earth Anthem" –Himno de la Tierra– de The Turtles, "Earth Anthem" de Dan Fogelberg, "Mother Earth (Natural Anthem)" de Neil Young, "Earth Song" de Michael Jackson, "Earth Hour Anthem" de Andrew Huang y "Earth Anthem" de Abhay Kumar. La letra de "Earth Day Anthem" de William Wallace (y algunas veces las letras originales de Barbara George) son ampliamente cantadas con la melodía de "Oda a la Alegría" de Ludwig van Beethoven para celebrar Día de la Tierra.